# 호노오 모유루
호노오 모유루(일본어: 炎尾 燃)는 시마모토 카즈히코의 만화 작품들에 등장하는 가공의 만화가 캐릭터다.
기본적으로 시마모토 자신의 경력과 체험이 투영된 캐릭터로서 작가 시마모토의 대리자로서 등장하지만, 후기 만화 등에서는 시마모토 본인과 동시에 등장해서 서로 대화를 하기도 한다. 만화가로서 경력이 긴 것 같지만 나이 등은 밝히지 않았다. 『아오이 호노오』에서 1980년에 18세 대학 신입생이라고 하는 것으로 보아 시마모토와 같은 1961년생으로 설정되었을 추측할 수 있다. 다만 시마모토는 호노오의 에피소드가 자신의 실제 에피소드에 기반하지만 행동이나 결론이 항상 동일한 것은 아닌 이유를 “호노오는 아직 젊기 때문”이라고 밝힌 바 있다.
데뷔한 뒤로는 언제나 럭비 헤드기어를 쓰고 빨간색 추리닝을 입고 다닌다. 이 헤드기어는 잘 때도 목욕할 때도 쓰고 있지만 딱히 중요한 의미는 없다.
『아오이 호노오』 드라마판에서는 야기라 유야가 연기했다.

## 행적 (시계열순)
게스트캐릭터로서의 호노오는 시계열이 불명확하지만 주인공으로 등장하는 경우 시계열이 명확하다.
『타올라라 펜』과 『울어라 펜』의 호노오의 성격에 차이가 있기 때문에 스타 시스템일 뿐 서로 다른 존재라고 추측되기도 했으나, 『타올라라 펜』에서의 설정(만화 『와일드 피치』 등)이 사용되면서 확실하게 한 명의 캐릭터로서 통일되었다.
『아오이 호노오』
오사카에 소재한 대작가(오삭카)예술대학에 다니는 대학생으로, 본명은 호노오 모유루(일본어: 焔 燃)다.  『아오이 호노오』는 호노오 모유루(시마모토 카즈히코)의 청춘 시절에 대한 회고담이자 동시에 1세대 오타쿠와 SF 팬덤의 태동, 80년대 만화계의 발전상에 대한 역사를 다룬 팩션이기도 하다.
영상기획학과 소속으로, 안노 히데아키, 야마가 히로유키, 아카이 타카미, 미나미 마사히코 등이 동기생이다. 원래 애니메이터를 지망했으나 안노 히데아키의 재능에 기가 죽어 만화가로 전향한다.
대학 2학년 때 『필살의 전학생』이 소학관 신인만화상에 가작으로 선정되면서 데뷔했고, 이 때부터 필명으로 “호노오 모유루(炎尾 燃)”를 사용했다.
『타올라라 펜 제2부』
데뷔 직후의 신인 시절. 어시스턴트 경험이 없어서 편집부에서 호노오를 효잔 잇카쿠(일본어: 氷山 一角) 작가의 어시로 보낸다.
『타올라라 펜 제2부』가 1화만에 연재가 종료되어 그 이상의 행적은 없다. 실제 시마모토가 어시로 들어간 것은 신타니 카오루의 화실이었고, 『아오이 호노오』에서도 호노오 모유루가 신타니 카오루의 제자로 들어가는 것으로 묘사된다.
『타올라라 펜』
이 시점에서 이미 여러 편의 연재를 동시에 맡고 있는 중견 만화가로 성장했으며, 대표작 『폭풍 전학생』이 OLA로 애니메이션화되었다.
어시들에게 매우 엄하고, 때로는 엉뚱한 요구를 하거나 무리한 방법으로 기술을 주입하기도 한다.
『울어라 펜』
만화가로서 성장세가 꺾이지 않아 화실 “불꽃 프로덕션”도 발전도상에 있고, 나이를 먹어서 차분해지고 나름대로 풍격을 갖추었다.
그러나 젊은 시절에 통하던 어시들에 대한 기술 전수가 젊은 어시들에게는 통하지 않아 종종 세대차이로 고민하기도 한다.
『신 울어라 펜』
기본적으로 『울어라 펜』과 같은 성격. 만화 『와일드 피치』가 영화화되자 야구 해설자 역으로 카메오 출연했다.
『울어라 펜 RRR』
50대 후반 시점.
과거 불꽃 프로덕션이 입주해 있던 서점 겸 DVD대여점 “뫼비우스”(호노오 본인이 사장이기도 한)가 경영난으로 폐업한다. 이는 시마모토가 운영하던 츠타야 삿포로점이 폐업한 것을 똑같이 반영한 것이다.

### 작품 목록
- 『필살의 전학생』 - 1982년 소학관 신인만화상 소년만화부문 가작 수상작. 실제 시마모토 카즈히코의 데뷔작 『필살의 전학생』에 해당한다.
- 『폭풍 전학생』 - 『필살의 전학생』을 장편화한 것. 실제 시마모토 카즈히코 작품 『불꽃 전학생』에 해당한다.
- 『스켈톤』 - 실제 시마모토 카즈히코 작품 『스컬맨』에 해당한다.
- 『와일드 피치』 - 실제 시마모토 카즈히코 작품 『역경 나인』에 해당한다.
- 『윔블던』 - 실제 시마모토 카즈히코 작품 『불타는 V』에 해당한다.
- 『열혈! 비트!』

## 게스트캐릭터로서 등장한 사례
시계열도 불분명하고, 위의 주인공으로서의 호노오와 동일인인지 여부도 불분명하다.
『불꽃 전학생』 권말 특별부록
시마모토와 대담하는 형식으로 『불꽃 전학생』의 원형이 되는 『필살의 전학생』에 대한 코멘트를 남겼다.
『원더비트』
어시스턴트와 편집자를 대동하고 주인공 슈토 레이(首藤レイ)가 있는 노래방에서 노래 대결을 벌인다.
『타올라라! 매너부』
매너부 고문으로 등장. 매너부원들에게 매너를 가르치고 있다.
『아니메점장』
게스트캐릭터로 빈번히 등장. 사인회를 계기로 아니자와 메이토의 가게에 자주 얼굴을 비춘다.
『역경 나인』 실사영화판
야구 해설자로 카메오 등장. 담당 배우는 시마모토 카즈히코 본인. 이 카메오 출연한 에피소드는 『신 울어라 펜』에서 다루었다.